# Marco Nanini
Marco Nanini (Recife, 31 maggio 1948) è un attore, drammaturgo e regista teatrale brasiliano, appartenente a una famiglia di origini italiane.

## Biografia
Figlio dell'immigrato italiano Dante Nanini, è stato uno dei primi artisti di spettacolo in Brasile a dichiararsi bisessuale; dal 1988 vive in unione stabile con Fernando Libonati, insieme al quale ha prodotto alcuni film, il più noto dei quali è il drammatico From Beginning to End - Per sempre.
Importante anche il suo sodalizio artistico con Ney Latorraca: i due hanno recitato insieme in diverse telenovelas tra cui O Sonho a Mais, ma divennero soprattutto noti per aver scritto il dramma O Mistério de Irma Vap, entrato poi nel Guinness dei Primati avendo mantenuto il cast originale per ben 11 anni. Nanini ha diretto personalmente per molte stagioni lo spettacolo teatrale, che è stato da lui rappresentato anche all'estero.
È stato nel cast di diverse telenovelas, tra cui O Cafona e Gabriela, quest'ultima trasmessa anche in Italia.
Ha sostenuto il ruolo del protagonista nella soap opera A Grande Familia per tutta la sua durata, dal 2001 al 2014.

## Vita privata
Prima di iniziare a convivere con Fernando Libonati, Marco Nanini ha avuto brevi relazioni con l'attrice Marília Pêra e il regista Wolf Maya, come da lui dichiarato nell'autobiografia O avesso do bordado, dove è inoltre raccontata la sua lunga lotta contro la dipendenza dall'alcool.